# The Gypsy Trail
The Gypsy Trail er en amerikansk stumfilm fra 1918 af Walter Edwards.

## Medvirkende
- Bryant Washburn som Edward Andrews
- Wanda Hawley som Frances Raymond
- Casson Ferguson som Michael Rudder
- Clarence Geldert som Frank Raymond
- Georgie Stone som John Raymond